# Euparkerella
Euparkerella es un género de anfibios anuros de la familia Craugastoridae. Las especies del género se distribuyen por la mata atlántica brasileña, en los estados de Espírito Santo y Río de Janeiro.

## Especies
Se reconocen las siguientes 5 especies según ASW:
- Euparkerella brasiliensis (Parker, 1926)
- Euparkerella cochranae Izecksohn, 1988
- Euparkerella cryptica[2] Hepp, Carvalho-e-Silva, Carvalho-e-Silva & Folly, 2015
- Euparkerella robusta Izecksohn, 1988
- Euparkerella tridactyla Izecksohn, 1988